# Bamboo Airways
A Bamboo Airways é uma companhia aérea vietnamita, que opera voos nacionais e internacionais, além de voos charter, pertence a um conglomerado vietnamita, o Grupo de FLC. A sua base de operações é o Aeroporto de Phu Cat em Quy Nhon. A companhia aérea começará a operar no final de 2018. A Bamboo Airways servirá destinos onde o Grupo FLC investiu fortemente em infra-estrutura turística, bem como em outras rotas domésticas secundárias. Opera uma frota mista de aeronaves narrowbody e widebody, e tem hubs no Aeroporto Internacional Noi Bai e no Aeroporto Internacional Tan Son Nhat.

## História
A companhia aérea foi fundada em 2017 e apresentou seu pedido ao primeiro-ministro vietnamita para aprovação. Em março de 2018, um acordo de valor total de até US $ 3,1 bilhões entre o FLC Group e o Airbus Group foi assinado para a compra de 24 aeronaves Airbus A321neo, testemunhado pelo Secretário-Geral Nguyễn Phú Trọng e pelo Presidente Parlamentar Francês François de Rugy
Em 25 de junho de 2018, Bamboo Airways, FLC Group assinou oficialmente um acordo com a Boeing em Washington, DC para fazer um pedido de 20 novas aeronaves Boeing 787-9 Dreamliner com um valor total de US $ 5,6 bilhões de dólares americanos na presença do Deputy Prime Ministro Vương Đình Huệ, com o objetivo de abrir voos diretos Vietname-Estados Unidos e Vietname-Europa.
As operações começaram em 16 de janeiro de 2019, com um Airbus A320 alugado ligando a cidade de Ho Chi Minh a Hanói.

## Frota

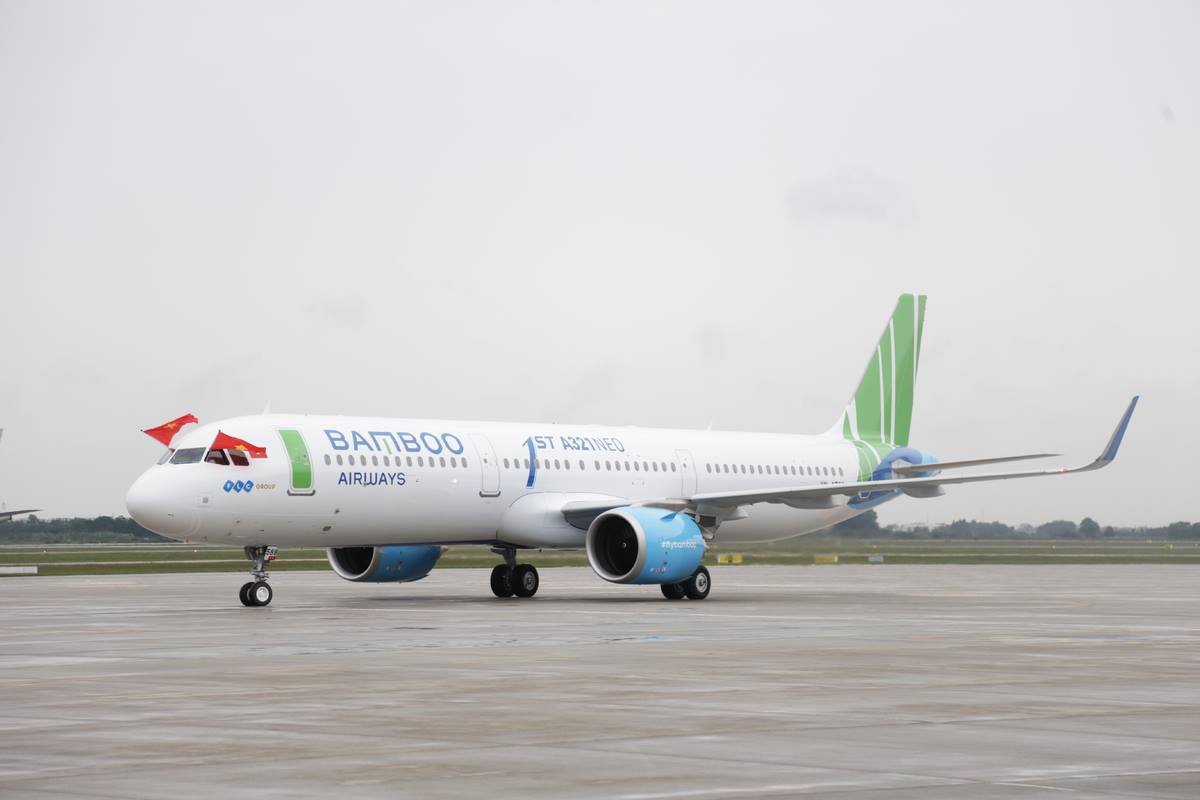
Bamboo Airways' A321NEO no Aeroporto Internacional Noi Bai. O tipo foi implementado em novembro de 2019.

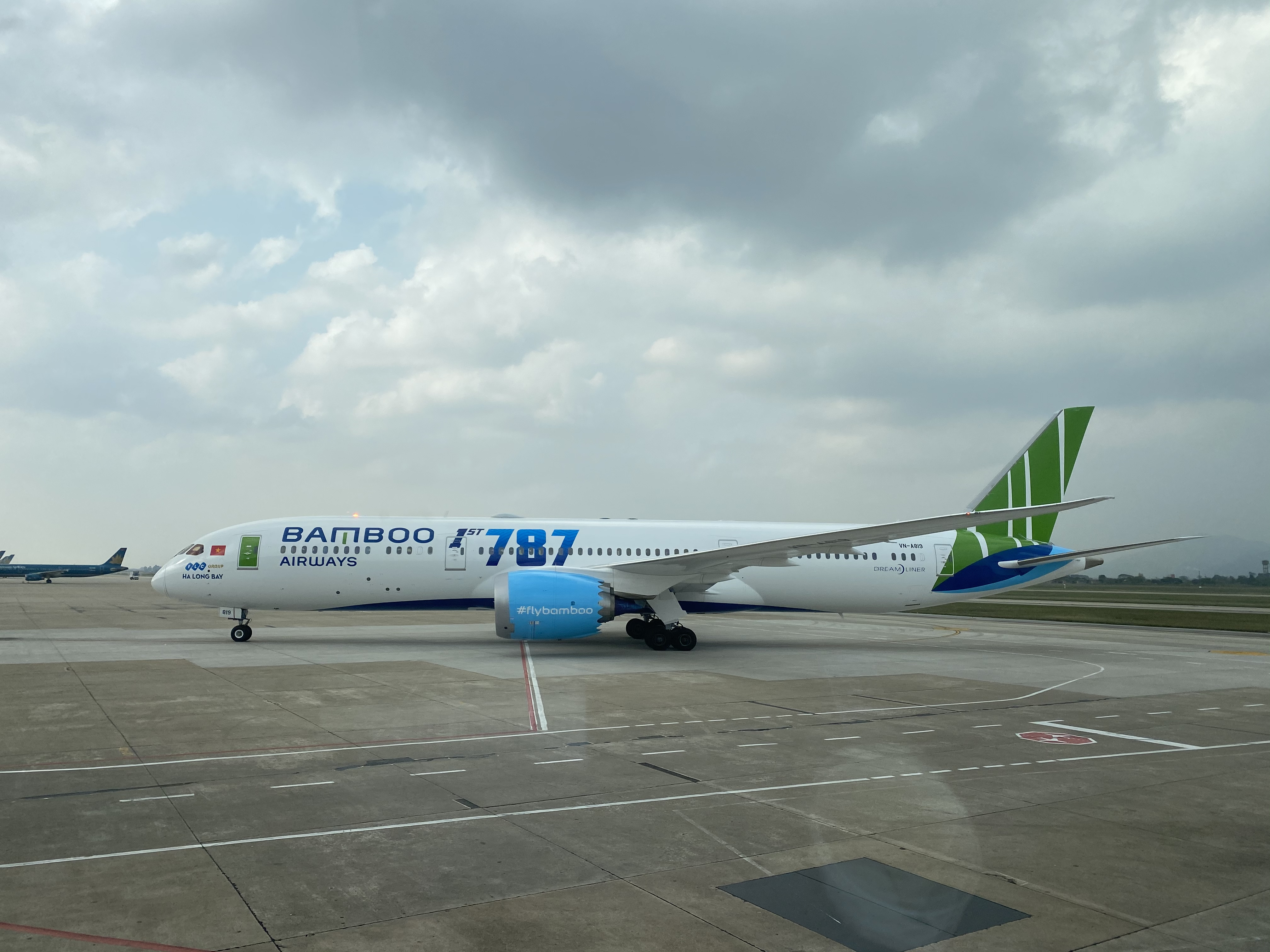
O premeiro Boeing 787-9 Dreamliner de Bamboo Airways no Aeroporto Internacional Noi Bai

Frota da Bamboo Airways: 
| Aeronave        | Em serviço | Ordens | Passageiro | Passageiro | Passageiro | Passageiro | Notas                                       |
| Aeronave        | Em serviço | Ordens | C          | W          | Y          | Total      | Notas                                       |
| --------------- | ---------- | ------ | ---------- | ---------- | ---------- | ---------- | ------------------------------------------- |
| Airbus A319-100 | 1          | —      | 8          | —          | 120        | 128        |                                             |
| Airbus A320-200 | 6          | —      | 8          | —          | 162        | 170        |                                             |
| Airbus A320-200 | 6          | —      | 16         | —          | 120        | 136        |                                             |
| Airbus A320neo  | 6          | —      | 8          | —          | 162        | 170        |                                             |
| Airbus A320neo  | 6          | —      | —          | —          | 180        | 180        |                                             |
| Airbus A321-200 | 3          | —      | 8          | —          | 184        | 192        |                                             |
| Airbus A321neo  | 5          | 1      | 16         | —          | 182        | 198        | MOU assinado para 24 frames aéreos          |
| Airbus A321neo  | 5          | 1      | 8          | —          | 196        | 198        | MOU assinado para 24 frames aéreos          |
| Airbus A321neo  | 5          | 1      | 8          | —          | 215        | 223        | Equipado com configuração Airbus Cabin Flex |
| Boeing 787-9    | 3          | 11     | 26         | 21         | 247        | 294        | MOU assinado para 20 frames aéreos          |
| Boeing 787-9    | 3          | 11     | 30         | 36         | 226        | 292        | MOU assinado para 20 frames aéreos          |
| Embraer E190    | 5          | —      | 6          | —          | 92         | 98         |                                             |
| Total           | 29         | 12     |            |            |            |            |                                             |